# Konstantin-Hochofen

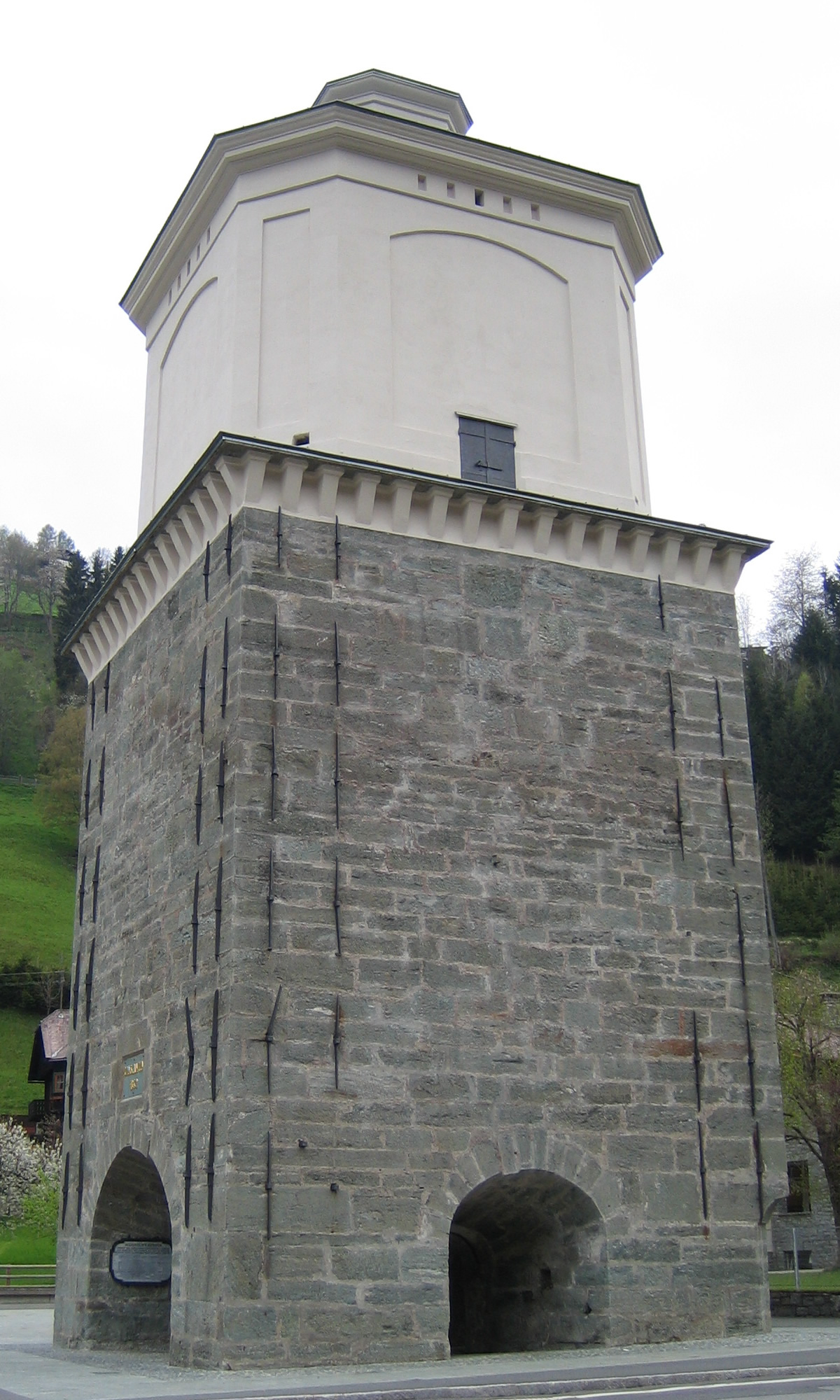
Konstantin-Hochofen in Eisentratten

Der Konstantin-Hochofen ist ein historischer, denkmalgeschützter Hochofen in Eisentratten, einem Ortsteil von Krems in Kärnten im Bezirk Spittal an der Drau. Das Bauwerk gilt als das Wahrzeichen des Ortes und ziert das Wappen der Gemeinde Krems.
Am 13. August 1566 wurde in Eisentratten der erste Hochofen durch Jakob Türgg gebaut und in Betrieb genommen. Zuerst handelte es sich um Stucköfen, dann wurden 4–5 m hohe Floßöfen verwendet. Nachdem der Hochofen in Kremsbrücke im Jahr 1834 aufgelassen worden war, wurde 1862 der Konstantin-Hochofen in Eisentratten durch Graf Konstantin Lodron im Stil des italienischen Festungs- und Burgenbaus errichtet. Nachdem er wegen Einstellung des Eisenerzabbaus in Innerkrems 1882 zum ersten Mal stillgelegt worden war, erfolgte 1890 eine Wiederinbetriebnahme und im darauffolgenden Jahr die endgültige Stilllegung.
Das Industriedenkmal ist seit 1949 im Besitz der Gemeinde, hat einen dreischichtigen Aufbau, eine Gesamthöhe von über 20 Meter und wurde mehrmals restauriert. Das Raugemäuer besteht aus behauenen Quadern aus Grünschiefer. Der Grundriss der etwa 13 m hohen Basis ist etwa ein Quadrat mit 9 m Seitenlänge. In jede Seitenwand sind in 6 Etagen Paare von eisernen Zugspangen eingebaut.